# Zalesie (hromada Zawodśke)
Zalesie (ukr. Залісся, Zalissia) – wieś na Ukrainie, w obwodzie tarnopolskim, w rejonie czortkowskim, w hromadzie Zawodśke. W okolicy znajduje się jaskinia Młynki o długości 40 km.

## Historia
W 2 poł. XIX w. miejscowość znajdowała się w powiecie czortkowskim. Mieszkało tu 1375 grekokatolików należących do parafii w Uhryniu, 607 rzymskich katolików należących do parafii w Jezierzanach oraz 100 wyznawców judaizmu prawdopodobnie należących do gminy żydowskiej w Czortkowie. W Zalesiu funkcjonowała cerkiew greckokatolicka św. Michała (obecnie prawosławna cerkiew św. Michała).
W II Rzeczypospolitej gmina wiejska w powiecie czortkowskim, a od 1934 w gminie Kolędziany.
Podczas wojny nacjonaliści ukraińscy zabili 19 mieszkańców wsi. Po wojnie ludność polska została wysiedlona.
W 2018 roku zatwierdzono herb i flagę wsi (autorzy – Andrij Greczyło, Maksym Ohorodnyk).
Od 27 listopada 2020 r. wieś należy do hromady Zawodśke.

## Religia
- Cerkiew św. Michała Archanioła (1895; Prawosławna Cerkiew Ukrainy; murowana),
- Cerkiew św. Michaja Archanioła (1998; Ukraińska Cerkiew Greckokatolicka; murowana),
- Kościół Wniebowzięcia Najświętszej Marii Panny (1801),
- Kaplica (2001).